# 천남중학교
천남중학교(天南中學校)는 대한민국 충청남도 천안시 동남구 성남면 대화리에 있는 공립 중학교이다.

## 학교 연혁
- 1971년 1월 16일 : 천남중학교 설립인가(3학급)
- 1971년 3월 10일 : 개교 및 제1회 입학
- 2008년 3월 1일 : 민간투자사업(BTL) 교사 개축
- 2024년 9월 1일 : 제23대 김효순 교장 취임
- 2025년 1월 8일 : 졸업식(52회: 12명)
- 2025년 3월 4일 : 입학식(55회: 14명)

## 참고 자료
- 천남중학교 - 한국교육학술정보원 학교알리미